# Nagyazar
Nagyazar (szlovákul: Veľké Ozorovce) község Szlovákiában, a Kassai kerület Tőketerebesi járásában.

## Fekvése
Gálszécstől 6 km-re délnyugatra, a Helmec-patak mellett fekszik.

## Története
Azar falut 1304-ben „Azar” néven említik először, majd az 1332 és 1337 között felvett pápai tizedjegyzék említi „Ozor” néven. Ekkor Azari János, majd a Peléthey család birtoka. 1414-től különböző nemesi családoké. Nagyazar néven csak a 16. században szerepel írásos dokumentumban. 1576-ban Leökös Imre és Bornemissza Mihály tulajdonában találjuk. 1598-ban 12 birtokos osztozott a községen, köztük az Azary, Lastóczy és Drugeth családok. 1601-tól a terebesi uradalom része. 1610-ben Bottkó Mihály és Zsuzsanna tulajdonában áll. 1715-ben 6 lakott és 25 lakatlan háza volt. 1787-ben 87 házában 700 lakos élt.
A 18. század végén Vályi András így ír róla: „AZAR. Nagy Azar. Elegyes lakosú magyar falu Zemplén Vármegyében, birtokosa Márjásy Uraság, lakosai katolikusok, és reformátusok, fekszik Gálszétstől nem meszsze. Határja jó termékenységű, tulajdonságaira nézve hasonlít Barantshoz, első Osztálybéli.”
1828-ban 112 házában 835 lakos élt. Lakói részt vettek az 1831. évi parasztlázadásban; főként mezőgazdasággal, erdei munkákkal, fuvarozással foglalkoztak. A 19. században a Barkóczy és Joanelli család birtoka.
Fényes Elek 1851-ben kiadott geográfiai szótárában így ír a faluról: „Nagy-Azar, tót-magyar-orosz falu, Zemplén vgyében, közel az elébbeni helységhez: 436 r., 211 g. kath., 139 ref., 87 zsidó lak. Római kath., paroch. templom. 1854 hold szántóföld. F. u. Zombory, Tomsics, Soky, Marjássy, Mocsáry, Szemere, Szinyei, Rácsay, Brigand, s m.”
Borovszky Samu monográfiasorozatának Zemplén vármegyét tárgyaló része szerint: „Nagyazar, magyar kisközség 147 házzal és 730, nagyobbára róm. kath. vallású lakossal. Postája, távírója és vasúti állomása Gálszécs. Legősibb birtokosául 1355-ben Peléthei Jánost ismerjük. 1408-ban Ujfalussi Miklós is kap itt részbirtokokat. 1414-ben a Pelétheykkel együtt az Azaryak is birtokosai s közülök 1435-ben György, Péter és János szerepelnek. Ez időtájt a Jonhos és a Pinczi család s 1460-ban a Kasuhi család is birtokosa. 1471-ben az Ujfalussiak némely részeket a Lasztócziaknak adnak el. 1506-ban Móré Istvánt, 1555-ben az Azari Atyay családot is birtokba iktatják. Az 1598-iki összeírás 12 birtokosát említi, úgymint: Azary Miklóst és Pétert, Trombitás András özvegyét, Fekete Miklóst, Gönczler Albertet, Hegyi Györgyöt, Homonnai Drugeth Györgyöt, Lasztóczy Pétert és Gáspárt, Ladmóczy Györgyöt, Marczinfalussy Istvánt és Nagy Jánost. 1637-ben Drugeth György újabb részbirtokra kap kir. adományt. 1720-ban Zámbory Mihályt, 1750-ben Zámbory Gábort, Keczer Istvánt, 1760-ban Szemere Ádámot, Mocsáry Károlyt, Szenczy Mihályt, 1815-ben Szirmay Józsefet, 1826-ban Zámbory Lajost, 1849-ben Arday Antalt, Resko Sámuelt, Horváth Tamást, Reviczky Tamást, 1855-ben báró Barkóczy Mihályt számlálja birtokosai közé. Az újabb korban birtokosai ugyanazok, mint Kisazaréi, de közöttük helyet foglal a báró Joanelly család is. Most nagyobb birtokosa nincsen. A község körjegyzőségi székhely. Van itt három régi úrilak, melyeket a Szemere, a Homoky és a Máriássy családok építtettek. Az 1663-iki pestis itt sem kímélte a lakosokat. Róm. kath. temploma 1890-ben épült. Ide tartozik Nemthy-major. A XVI. században Nagyazarral együtt említtetik Alvégh és Fölvégh, mely 1576-ban Leökös Imre és Bornemisza Mihály, 1610-ben pedig Bottka István és Zsuzsánna birtoka.”
1920-ig Zemplén vármegye Gálszécsi járásához tartozott.
1944. november 26-án a németek felgyújtották. 1965-ben határában víztározó épült.

## Népessége
| Év:            | 1994. | 2004.    | 2014.   | 2024.   |
| -------------- | ----- | -------- | ------- | ------- |
| Emberek száma: | 587   | 715      | 758     | 731     |
| Eltérés:       |       | +21,80 % | +6,01 % | -3,56 % |

| Év:            | 2023. | 2024.   |
| -------------- | ----- | ------- |
| Emberek száma: | 736   | 731     |
| Eltérés:       |       | -0,67 % |

1910-ben 698-an, többségében szlovákok lakták, jelentős magyar kisebbséggel.
2001-ben 719 lakosából 677 szlovák volt.
2011-ben 746 lakosából 656 szlovák.

## Nevezetességei
- A Kisboldogasszony tiszteletére szentelt, római katolikus temploma 1890-ben épült historizáló stílusban.

## Neves személyek
- 1857-ben báró Barkóczy Sándor miniszteri tanácsos, császári és királyi kamarás.